# 1956
1956 (MCMLVI) je bilo prestopno leto, ki se je po gregorijanskem koledarju začelo na nedeljo.

## Dogodki
- 1. januar - Sudan postane neodvisna država.
- 25. – 26. januar - finske čete ponovno zasedejo polotok Porkkala po umiku sovjetskih vojakov.
- 26. januar – 5. februar - v Cortini d'Ampezzo se odvijajo VII. zimske olimpijske igre.
- 23. februar - Norma Jean Mortenson uradno spremeni ime v Marilyn Monroe.
- 25. februar - Nikita Hruščov na 20. kongresu Komunistične partije Sovjetske zveze javno obsodi malikovanje Josipa Stalina kot »kult osebnosti«.
- 2. marec - Maroko razglasi neodvisnost od Francije in postane samostojna država.
- 20. marec - Tunizija postane samostojna država z osamosvojitvijo izpod Francije.
- 23. marec - s sprejetjem nove ustave postane Pakistan islamska republika.
- 14. april - podjetje Ampex predstavi prvo praktično rešitev za zapis videa na magnetni trak.
- 19. april - poročita se monaški princ Rainier III. in igralka Grace Kelly.
- 16. maj - Termoelektrarna Šoštanj v Šaleški dolini zažene prvi blok moči 30 MW
- 18. maj - prvi uspešen vzpon na glavni vrh Lhotseja, četrte najvišje gore na svetu.
- 24. maj - v švicarskem Luganu poteka prvi izbor za Pesem Evrovizije.
- 5. junij - Elvis Presley predstavi svojo novo skladbo »Hound Dog« na televiziji in povzroči škandal s svojimi sugestivnimi gibi z boki.
- 10. – 17. junij - v Stockholmu na švedskem poteka konjeniški del poletnih olimpijskih iger (glavnina iger je pet mesecev kasneje v Melbourneu, Avstralija).
- 18. junij - zadnje tuje oborožene sile zapustijo Egipt.
- 23. junij - Gamal Abdel Naser postane drugi predsednik Egipta.
- 28. – 30. junij - v Poznanju (Poljska) izbruhnejo delavski protesti, ki jih komunistične oblasti krvavo zatrejo.
- 30. junij - v trčenju dveh potniških letal v zraku nad Velikim kanjonom (ZDA) umre vseh 128 potnikov in članov posadke na obeh. Takrat najhujša civilna letalska nesreča vseh časov sproži obsežne spremembe v nadzoru zračnega prometa v ZDA.
- 26. julij - Gamal Abdel Naser nacionalizira Sueški prekop.
- 31. avgust - Termoelektrarna Šoštanj v Šaleški dolini zažene drugi blok moči 30 MW
- 13. september - ekipa inženirjev v IBM-ovih laboratorijih izdela prvi trdi disk.
- 17. oktober - trinajstletni Bobby Fischer premaga velemojstra Donalda Byrnea na šahovskem turnirju v New Yorku.
- 23. oktober - na madžarskem se prične revolucija proti prosovjetskim oblastem, Madžarska poskuša izstopiti iz varšavskega pakta.
- 29. oktober - z vdorom izraelskih sil na Sinaj se prične Sueška vojna; dva dni kasneje pričneta egiptovske sile bombardirati še Združeno kraljestvo in Francija.
- 4. november - v sovjetskem poskusu nasilnega zatrtja madžarske revolucije je ubitih več tisoč ljudi, četrt milijona prebivalcev zapusti državo.
- 7. november - Generalna skupščina OZN z resolucijo pozove Združeno kraljestvo, Francijo in Izrael k umiku iz Egipta.
- 20. november - Milovan Đilas je aretiran zaradi svoje javne kritike Titove politike.
- 22. november – 8. december - XVI. olimpijske igre moderne dobe.
- 2. december - Fidel Castro in njegovi privrženci pristanejo na Kubi.
- 12. december - Japonska postane članica Organizacije združenih narodov.

## Rojstva
- 3. januar - Mel Gibson, ameriški igralec in režiser
- 6. januar - Ivan Bizjak, slovenski politik in varuh človekovih pravic
- 25. januar - Johnny Cecotto, venezuelski dirkač formule 1 in motociklist
- 31. januar - Johnny Rotten, britanski glasbenik
- 19. februar - Roderick MacKinnon, ameriški biolog, nobelovec
- 6. marec - Božo Repe, slovenski zgodovinar
- 18. marec - Ingemar Stenmark, švedski alpski smučar
- 23. marec - José Manuel Durão Barroso, portugalski politik
- 24. marec - Steve Ballmer, ameriški poslovnež
- 12. april - Andy García, kubansko-ameriški igralec
- 15. april - Ivo Boscarol, slovenski letalec, poslovnež in politik
- 30. april - Lars von Trier, danski filmski režiser
- 19. maj - Zvone Šeruga, slovenski popotnik, novinar, pisec in fotograf
- 6. junij - Björn Borg, švedski tenisač
- 22. junij - Milan Jazbec, slovenski diplomat in politik, univerzitetni profesor, pisatelj
- 25. junij - Boris Trajkovski, makedonski politik († 2004)
- 9. julij - Tom Hanks, ameriški filmski igralec
- 15. julij - Joe Satriani, ameriški kitarist
- 20. julij - Thomas N'Kono, kamerunski nogometaš
- 23. september - Paolo Rossi, italijanski nogometaš († 2020)
- 26. julij - Dorothy Hamill, ameriška umetnostna drsalka
- 4. oktober - Christoph Waltz, avstrijsko-nemški igralec
- 18. oktober - Martina Navratilova, češko-ameriška teniška igralka
- 20. oktober - Danny Boyle, britanski filmski režiser in producent
- 24. oktober - Franco Juri, slovenski politik in geograf
- 28. oktober - Mahmud Ahmadinedžad, iranski politik
- 15. november - Zlatko Kranjčar, hrvaški nogometaš in trener († 2021)
- 7. december - Larry Joe Bird, ameriški košarkar
- 8. december - Tomaž Kozlevčar, slovenski vokalist in skladatelj
- 23. december - Dave Murray, britanski kitarist

## Smrti
- 3. februar
  - Robert Yerkes, ameriški psiholog, etolog in primatolog (* 1876)
  - Joseph Wirth, nemški politik (* 1879)
- 13. februar - Jan Łukasiewicz, poljski logik, matematik, filozof (* 1878)
- 18. februar - Gustave Charpentier, francoski skladatelj (* 1860)
- 25. februar - Marij Kogoj, slovenski skladatelj (* 1892)
- 31. marec - Ralph DePalma, italijansko-ameriški dirkač (* 1884)
- 29. april - Wilhelm von Leeb, nemški feldmaršal in plemič (* 1876)
- 11. maj - Walter Sydney Adams, ameriški astronom (* 1876)
- 23. junij - Reinhold Morisevič Glière, ruski skladatelj (* 1874)
- 26. junij - Clifford Brown, ameriški trobentač (* 1930)
- 7. julij - Gottfried Benn, nemški zdravnik, pisatelj in pesnik (* 1886)
- 22. julij - Metod Peternelj, slovenski učitelj in zborovodja (* 1888)
- 27. julij - Mirko Černič, slovenski zdravnik kirurg in publicist (* 1884)
- 11. avgust - Jackson Pollock, ameriški slikar (* 1912)
- 14. avgust - Bertolt Brecht, nemški dramatik (* 1898)
- 16. avgust - Bela Lugosi, madžarski igralec (* 1882)
- 25. avgust - Alfred Kinsey, ameriški biolog in psiholog (* 1894)
- 10. september - Robert Julius Trumpler, švicarsko-ameriški astronom (* 1886)
- 11. september - Norman Levi Bowen, kanadski petrolog (* 1887)
- 7. oktober - Louis Rosier, francoski dirkač Formule 1 (* 1905)
- 1. november - Pietro Badoglio, italijanski častnik in politik (* 1871)
- 3. december - Aleksander Mihajlovič Rodčenko, ruski umetnik (* 1891)
- 6. december - Bhimrao Ramdži Ambedkar, indijski budistični socialni reformator, pravnik in filozof (* 1891)
- 14. december - Juho Kusti Paasikivi, finski politik (* 1870)
- 16. december - Frederick George Donnan, britanski kemik (* 1870)

## Nobelove nagrade
- Fizika - William Bradford Shockley, John Bardeen, Walter Houser Brattain
- Kemija -  Sir Cyril Norman Hinshelwood, Nikolaj Nikolajevič Semjonov
- Fiziologija ali medicina - André Frédéric Cournand, Werner Forßmann‎, Dickinson W. Richards
- Književnost - Juan Ramón Jiménez
- Mir - ni bila podeljena